# Frands Thestrup
 Der er flere personer med dette navn, se Frands de Thestrup.
Frands Thestrup (6. juli 1653 i Dalby på Hindsholm – 17. august 1735) biskop, søn af præsten Ole Rasmussen Thestrup. Moderen, Kirstine Moth fra Flensborg, var datter af forhenværende kejserlig livlæge Matth. Moth og faster til grevinde Sophie Amalie Moth af Samsø. 1670 blev han student efter privat forberedelse og studerede derefter østerlandske sprog i Kiel. 1672 vendte han tilbage til København, tog teologisk eksamen og blev dekan på Kommunitetet og alumne på Valkendorfs Kollegium. 1675 tog han magistergraden, begyndte at studere medicin og fik tillige med sin fætter Matth. Moth vejledning i anatomi hos Niels Stensen. Dette studium blev dog afbrudt allerede samme år, da han blev udnævnt til rektor ved Nyborg Skole, som han bragte i god stand, efter at den havde været sin opløsning nær. Fra 1681 virkede han tillige som hjælpepræst i Nyborg med løfte om succession i kaldet. Hans praktiske erfaringer fra skolegerningen kom i hans senere virksomhed almueoplysningen til gode. 1684 blev han præst i Nakskov, 1685 provst i Lollands Nørre Herred og visiterede ofte i de følgende år for biskop Thomas Kingo.
For Nakskov fik han stor betydning: Igennem sine omhyggelige katekisationer og fredagsprædikener over udvalgte stykker af begge testamenter vakte han både hos gamle og unge et åndeligt røre, som hidtil var ukendt i menigheden. Samtidig hermed blev han optagen som medarbejder ved en påtænkt ny bibeludgave med tilføjede fortolkninger, hvortil han udarbejdede forklaringen til profeten Hoseas. Igennem sin forbindelse med den Mothske slægt fik han indflydelse på udarbejdelsen af kirkeritualet, ligesom han, vistnok ad samme vej, fik sine embedsindtægter betydelig forøgede ved Branderslev Sogns forening med Sankt Nikolai Sogn. 1698 blev han præst ved Helligåndskirken i København og direktør for fattigvæsenet. I sit nye embede fortsatte han sin kateketiske virksomhed til forargelse for sine embedsbrødre, der mente, at den passede bedre i landsbymenigheder end i hovedstaden. Men han lod sig ikke anfægte deraf; fra 1702 af holdt han 2 gange om ugen offentlig katekisation i Helligåndskirken, og efterhånden fulgte de andre præster i hans spor.
Hans virksomhed fandt så stor anerkendelse i hans menighed, at han allerede samme år ved frivillige bidrag fik oprettet en friskole i sognet, hvor en stor del af børnene foruden undervisning tillige fik klæder og bespisning. Bidragene indgik så rigelig, at man kunne bygge skolen et eget hus, og at den allerede, førend Thestrup trådte over i anden virksomhed, havde en kapital på over 5000 rigsdaler. Efterhånden fulgte de andre sogne dette smukke eksempel, og dermed var grunden lagt til Københavns almueskolevæsen. Igennem den Mothske slægt skal Thestrup have fået Christian 5.’s løfte på Fyns bispestol, som han dog ikke nåede frem til. Men 1709 udnævnte Frederik 4. ham på sin italienske rejse, i Firenze, til biskop i Aalborg. Før sin afrejse fra hovedstaden skænkede han Valkendorfs Kollegium, hvor han havde haft fribolig i sin studietid, 70 "gode bøger" og en stor samling universitetsprogrammer.
Under sin præstegerning havde Thestrup gjort sig særlig fortjent ved at arbejde for almueoplysningen, og han fortsatte denne virksomhed i Aalborg, men fra da af var hans opmærksomhed nærmest henvendt på almueundervisningen på landet. Fra 1712 af søgte han at gennemføre katekisation i alle stiftets kirker med en inddeling af børnene i klasser efter deres kundskaber, og han lod præsten Christoffer Mumme udarbejde en katekismus til brug for 3 sådanne klasser. 1717 holdt han i Aalborg stor jubelfest med prædikener og katekisationer til minde om reformationen. 1731 deltog han i kongekroningen i Frederiksborg Slotskirke, og kongen skænkede ham i den anledning et prægtigt sølvmors bispeskrud. 1735 udgav han sine prædikener over Kolossenserbrevet, som han indledte med en dedikation til kongen og dronningen, og til tak derfor fik han rang med etatsråder med anciennitet fra 1711. Han ægtede: 1. (27. april 1682) Else Hansdatter Mule, præstedatter fra Nyborg (død 1697), 2. (12. december 1698) Magdalene Bornemann (død 1715), datter af assessor Cosmus Bornemann og enke efter den københavnske rådmand Morten Nielsen Budolph.
Foruden ovennævnte prædikener og 2 ligprædikener har Thestrup udgivet en lille samling brudetaler, der kun nævnes her på grund af den grænseløse smiger, hvormed han i fortalen overdængede sin nære slægtning Matth. Moth, hvem han skyldte sine forfremmelser. 1736 solgtes i Aalborg hans store og fortrinlige bogsamling. Heraf må fremhæves 487 folianter og deriblandt en række kostbare bibeludgaver og udgaver af kirkefædrene, desuden, i forskellige formater, over 100 ligprædikener og mange engelske og hollandske værker, nærmest på bibelfortolkningens område.